# Juan Luis Hens Lorite
 Juan Luis Hens Lorite  (Fuente Palmera, 17 februari 1984) is een gewezen Spaans profvoetballer, beter bekend onder de naam Juanlu Hens.
Hij startte zijn professionele loopbaan tijdens het seizoen 2001-2002 bij de topploeg van zijn geboortestreek, Córdoba CF. Hij speelde vooral bij het B-elftal, dat actief was in de Tercera División. Maar hij kon tijdens de twee seizoenen, die hij bij deze ploeg actief was, ook zestien keer opdraven bij het A-elftal, dat actief was in de Segunda División A.
Tijdens het seizoen 2003-2004 stapte hij over naar een andere grote naam in Spanje, Valencia CF. Hij werd opgenomen in het B-elftal, dat actief was in de Segunda División B. Tijdens het seizoen 2004-2005 mocht hij eenmaal opdraven als invaller tijdens een wedstrijd van de A-ploeg. Deze wedstrijd werd met 1-3 verloren tegen streekgenoot Villareal CF. Maar hij was vooral actief in de B-ploeg, die na de degradatie van het voorgaande seizoen actief was in de Tercera División. Om hem meer speelkansen op het juiste niveau te geven, werd hij tijdens het seizoen 2005-2006 uitgeleend aan een ploeg die actief was in de Segunda División A, UE Lleida. Op het einde van het seizoen degradeerde deze ploeg, zodat de speler weer nieuwe oorden ging opzoeken.
Dit zou een tijdperk inluiden waarin hij nog voor vier andere ploegen zou spelen, die op dit niveau actief waren. Tijdens het seizoen 2006-2007 was hij actief bij Hércules CF. Het daaropvolgende seizoen 2007-2008 verhuisde hij alweer naar Granada 74 CF, maar toen die ploeg zijn behoud niet kon bewerkstelligen, verhuisde hij tijdens het seizoen 2008-2009 naar CD Tenerife.
Bij deze ploeg zou hij drie seizoenen blijven en één promotie en twee opeenvolgende degradaties kennen. Het eerste seizoen werd de club derde en dwong zo de promotie naar de Primera División af. Het verblijf op het hoogste Spaanse niveau duurde echter maar één seizoen. Tijdens het seizoen 2009-2010 klokte de ploeg af op de negentiende en voorlaatste plaats, met de degradatie als gevolg. De speler zou tijdens 35 optredens viermaal scoren op het hoogste Spaanse niveau. Maar tijdens het seizoen 2010-2011 ging het van kwaad naar erger toen de ploeg met een twintigste plaats in de eindstand degradeerde naar de Segunda División B.
Dit was het moment waarop Juanlu Hens onderdak zocht bij een volgende ploeg uit de Segunda División A, Girona FC. Hij zou er vanaf het seizoen 2011-2012 in totaal vier seizoenen verblijven. De ploeg behaalde achtereenvolgens een vijftiende, een vierde, opnieuw een vijftiende en een derde plaats. Tijdens de twee seizoenen dat ze na de reguliere competitie tussen de derde en zesde plaats eindigden, mochten ze meedoen met de eindronde, die een bijkomende stijger zou aanduiden. Tijdens het seizoen 2012-2013 werden ze in de finale uitgeschakeld door UD Almería en tijdens het seizoen 2014-2015 bleek Real Zaragoza te sterk in de eerste ronde.
In augustus 2015 tekende hij een contract bij FC Cartagena, waardoor hij vanaf het seizoen 2015-2016 uitkwam in de Segunda División B.  Tijdens dit eerste seizoen zou hij uitgroeien tot een belangrijke basisspeler en met zijn 5 doelpunten tijdens 32 wedstrijden was hij sterk medebepalend voor de zevende positie op het einde van het seizoen.  Ook tijdens het begin van het seizoen 2016-2017 was hij belangrijk door zijn zeven doelpunten.  Tijdens de tweede helft van het seizoen kwam hij op de bank terecht en mocht meestal op het einde van de wedstrijd invallen.  De ploeg eindigde op de vierde plaats en werd tijdens de tweede ronde van de play off uitgeschakeld.  Zijn contract werd niet meer verlengd.
Voor het seizoen 2017-2018 vond hij onderdak bij reeksgenoot Mérida AD.  Door een zware blessure oplopen na 53 minuten tijdens de eerste wedstrijd van het seizoen tegen UD Marbella zou hij de rest van de competitie aan de kant blijven.  Ook zijn team kende een moeilijk seizoen met een zestiende plaats op het einde van de reguliere competitie.  Zo moesten ze zich nog hun behoud verzekeren langs de play downs tegen Coruxo FC.  Door zijn blessure was de speler genoodzaakt om zijn loopbaan te beëindigen.